# Мартынюк, Александр Александрович
Александр Александрович Мартынюк (род. 15 сентября 1954 года) — российский лесовод, академик РАН (2022).

## Биография
Родился 15 сентября 1954 года.
В 1976 году окончил лесохозяйственный факультет Украинской сельскохозяйственной академии (в настоящее время — Национальный университет биоресурсов и природопользования Украины).
В 2009 году защитил докторскую диссертацию, тема: «Сосновые экосистемы в условиях аэротехногенного загрязнения, их сохранение и реабилитация».
С 2011 года — директор Всероссийского НИИ лесоводства и механизации (г. Пушкино, Московская область).
В 2019 году избран член-корреспондентом РАН.
В 2022 году избран академиком РАН.

## Научная деятельность
Специалист в области лесоведения, лесной экологии, лесоуправления и стратегического лесного планирования.
Руководитель и соруководитель свыше 50 проектов нормативных правовых и нормативных технических документов, обеспечивающих реализацию Лесного кодекса Российской Федерации, а также государственных программ: «Развитие лесного хозяйства Российской Федерации на 2013—2020 годы», «Основы государственной политики в области использования, охраны, защиты и воспроизводства лесов в Российской Федерации на период до 2030 года», утверждённых Правительством Российской Федерации.
Автор 179 научных работ, из них 5 монографий и 11 патентов.
Под его руководством защищены 2 кандидатские диссертации.

## Награды
- Медаль ордена «За заслуги перед Отечеством» II степени (2016)[3]
- Заслуженный лесовод Российской Федерации (1998)
- Почётный работник лесного хозяйства Российской Федерации (2012)
- Почётная грамота Российской академии наук (18 июля 2024) — за многолетний плодотворный труд на благо сельскохозяйственной науки в области лесного хозяйства и лесоразведения и в связи с юбилеем